# Thallarcha jocularis
Thallarcha jocularis là một loài bướm đêm thuộc phân họ Arctiinae, họ Erebidae.